# Simone Martinez
Simone Martinez (Messina, 28 ottobre 1689 – Torino, 6 aprile 1768) è stato uno scultore italiano.
Era figlio dell'argentiere Francesco Martinez e di Natalizia Juvarra, sorella del più famoso Filippo.

## Biografia

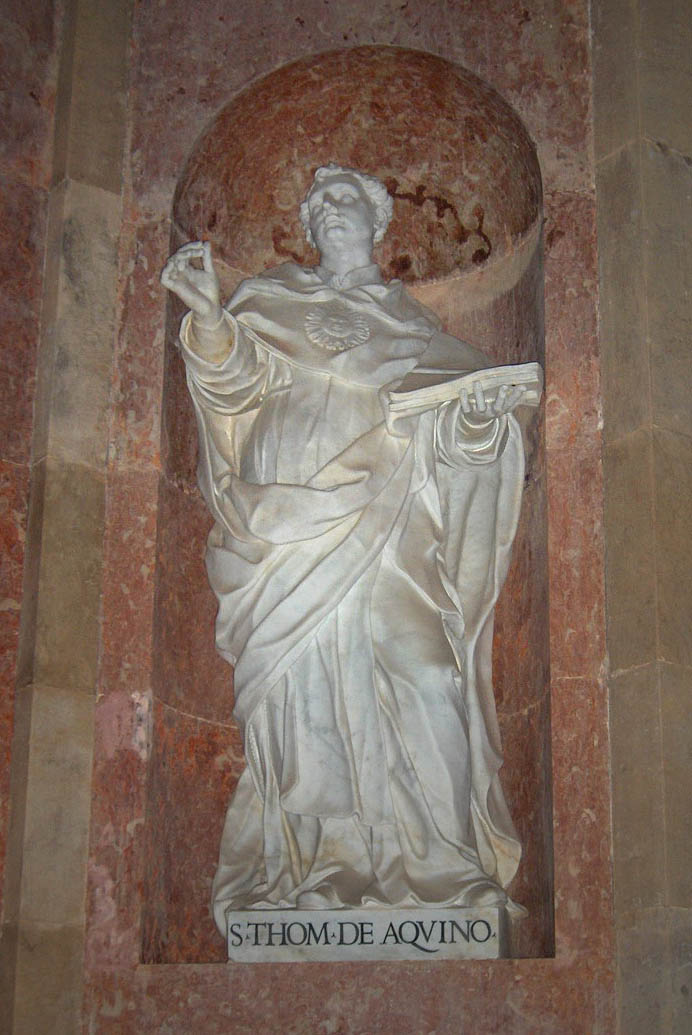
Statua di San Tommaso d'Aquino, scolpita dal Martinez per la Basilica di Nostra Signora e di Sant'Antonio a Mafra.

Nipote del famoso architetto Filippo Juvarra per parte di madre, proveniva da una famiglia di artisti ed artigiani di ottimo livello: il padre Francesco gestiva in Messina un laboratorio di argenteria e così lo zio materno Natale. Simone iniziò in famiglia il suo addestramento come artigiano ed artista, quindi si trasferì a Roma con lo zio Filippo, ove frequentò dapprima l'ambiente artistico dei messinesi trasferitisi a Roma a seguito della repressione spagnola del 1678 e poi della grave crisi economica che aveva coinvolto la città in conseguenza del terremoto che colpì la Sicilia orientale nel 1693. Dal 1706 frequentò il corso di scultura presso l'Accademia di San Luca di Roma, uscendone l'anno successivo con risultati eccellenti. In quel periodo egli costituì un sodalizio artistico con i conterranei Paolo Filocamo e Pietro Passalacqua. Nel 1710 sposò la giovane Giovanna, figlia di Giacomo Passalacqua e verso il 1714 tornò con la famiglia (intanto gli era nato un figlio maschio, Francesco) a Messina e nel 1718 poté aprire una bottega come argentiere, essendo stato riconosciuto tale, grazie alla documentata esperienza di artista in Roma, dalla corporazione messinese di questi artigiani. Si trasferì quindi nuovamente a Roma, in via del Pellegrino, ove nel 1722 ottenne una commessa per l'esecuzione di un paliotto d'argento dai padri Camilliani per la loro Chiesa di Santa Maria Maddalena.
La sua bottega romana si accrebbe quindi dell'apporto dei figli Francesco e Giacomo e del figli del fratello Antonio, Andrea e Francesco. Grazie all'influenza dello zio Filippo, ottenne la commessa per una delle cinquantotto statue in marmo della Basilica di Nostra Signora e Sant'Antonio del Palazzo nazionale di Mafra, voluta dal re Giovanni V, in conseguenza del voto fatto dal re nel 1711, che promise di innalzare un convento se la moglie, Maria Anna d'Austria, gli avesse dato dei discendenti, ed eseguite in Roma. Egli scolpì quindi la statua di San Tommaso d'Aquino, che fu posta nella Cappella delle Vergini della Basilica del palazzo.
Fra le altre opere in argenteria eseguì poi fra il 1732 ed il 1734 per Nicolò Pallavicini un servizio di piatti in argento destinati a Gian Gastone de' Medici, ov'erano rappresentati Papa Leone X che ordina la costruzione della Santa Casa di Loreto e Papa Pio IV che ordina la costruzione del porto di Complì, adornati ai bordi dalle Virtù cardinali, alternate a stemmi e simboli araldici dei Medici.
Nel 1732 lo zio Filippo lo introdusse presso la Casa Savoia, ottenendo per lui la commessa della statua dell'altare di San Giuseppe, presso la chiesa di Santa Teresa, che il grande architetto messinese stava completando, subentrato ad Alessandro Valperga.
Da quel momento Simone lavorò molto per i Savoia, tanto da trasferirsi con la famiglia a Torino e venir ivi nominato scultore di corte nel 1738, città ove morì trent'anni dopo.
Nello studio artistico reimpiantato a Torino lo seguirono i collaboratori, tra i quali i figli Francesco e Giacomo, i romani Ceccardo Valli e Bartolomeo Solari e il nipote Francesco Martinez.

## Opere principali
- Statua di San Tommaso d'Aquino, Basilica di Nostra Signora e Sant'Antonio a Mafra, (Portogallo)
- Statua di San Giuseppe all'altare della cappella dedicata al santo, e statue della Carità e della Fede con putti per la chiesa di Santa Teresa a Torino
- statua di San Pietro Igneo, sulla facciata della Basilica di San Giovanni dei Fiorentini in Roma
- stucchi della Cappella Corsini nella Basilica di San Giovanni in Laterano a Roma
- Le quattro Statue delle Stagioni ed i rilievi dei Quattro Elementi nella Villa d'Agliè in Torino

Statue e stucchi di Simone Martinez si trovano inoltre nell'Armeria Reale, nei Giardini Reali, nell'Ospedale di Carità, nel Duomo di Torino (Tribuna reale nel braccio del transetto), nel Palazzo Asinari di San Marzano.
Lavorando comunque il Martinez in stretto contatto con i collaboratori, non è talvolta possibile distinguere le opere specificatamente sue, da quelle compiute con apporto determinante dei suoi collaboratori, in particolare dei suoi figli.